# Teleton
Teleton (aportuguesamento da palavra inglesa telethon, originada da junção das palavras television [televisão] e marathon [maratona]) é uma maratona televisiva que tem como objetivo principal arrecadar uma quantidade de dinheiro, predefinido ou não, para distintas causas sociais. O primeiro Teleton da história ocorreu em 1949, na região de Nova Iorque, nos Estados Unidos, por iniciativa de Milton Berle, arrecadando $ 1,1 milhão para a Fundação de Combate ao Câncer Damon Runyon, durante una jornada de 16 horas. A palavra Teleton apareceu no dia seguinte nos diários da maior cidade americana. 
A popularização da campanha veio com o Teleton contra a distrofia muscular feito por Jerry Lewis no Dia do Trabalhador, que nos EUA é comemorado toda primeira segunda-feira de setembro, entre 1966 e 2010, sendo a partir de 1970 o primeiro Teleton de âmbito nacional, transmitindo para todo Estados Unidos. O primeiro Teleton da América Latina aconteceu no Chile em dezembro de 1978, organizado por Mario Kreutzberger, conhecido como Don Francisco. A ideia seria exportada ao resto do continente nos anos seguintes, sendo celebrado em diversos países até hoje. O formato chegou à Oceania em 1957, à Ásia em 1978 e à Europa em 1980. Na África ainda não foram realizados teletons. Somente as campanhas em atividade estão citados nesta lista, exceto os teletons locais realizados no continente americano.

## América

### Argentina
Desde 1992, é realizado o programa Un Sol para los Chicos (Um Sol para as Crianças) na Argentina, inspirado no Criança Esperança do Brasil. A primeira edição foi feita com as cinco redes de TV aberta do país unidas, mas a partir do ano seguinte o programa seria produzido e transmitido apenas por eltrece, tendo o apoio das outras empresas do Grupo Clarín. A campanha visa arrecadar fundos para o Unicef, e nos últimos anos tem sido feita na véspera do Dia das Crianças, celebrada na Argentina todo segundo domingo de agosto. Em 2020, no entanto, o especial foi adiado para o sábado 19 de setembro por causa da pandemia de COVID-19, com uma meta de $ 105 695 146 e com o programa de nove horas e meia encurtado para cinco horas e meia, sendo as duas primeiras horas transmitidas apenas pelo YouTube do canal 13, e as outras três horas e meia transmitidas por TV. A campanha terminou com a arrecadação de $ 141 395 025 (R$ 9.920.274), superando a meta em mais de 30%. Em julho de 2019, foi anunciado a implementação de um projeto de campanha solidária muito similar ao feito no Chile. Os direitos de uso do nome Teleton foram entregues ao Dr. Juan Carlos Couto, médico neuro ortopedista da FLENI, que possui dois centros de reabilitação na Grande Buenos Aires. A primeira campanha não tem data definida.

### Brasil

Logo do Teleton brasileiro

Em 1998, foi criado o Teleton Brasil e exibido pelo SBT graças a um pedido da apresentadora Hebe Camargo e do acionário das Lojas Marisa Décio Goldfarb para o apresentador e empresário Silvio Santos feito em outubro de 1997, que aceitou transmitir o programa em sua rede de televisão. A primeira edição foi marcada para os dias 16 e 17 de maio de 1998, com uma meta de R$ 9 milhões, que foi amplamente superada, com as cifras finais entregues em agosto superando a casa dos R$ 15 milhões.
A partir de então, a campanha foi feita anualmente com grande êxito, exceto a campanha de 2003 que foi a única a não alcançar sua meta durante a maratona, sendo feito um Hebe especial 10 dias depois para que a mesma fosse atingida. A AACD, instituição beneficiada pelo Teleton, pôde construir 14 centros de reabilitação em todo o país, e chegar a realizar mais de 1,5 milhão de atendimentos por ano. Entretanto, com a crise econômica de 2014, mesmo com o êxito contínuo da campanha, a instituição se viu forçada a fechar dois centros de reabilitação e municipalizar mais três entre 2014 e 2018, além de encerrar o contrato de afiliação com o centro de São José do Rio Preto ao final de 2019, isto porque a maior parte dos recursos da AACD são provenientes de convênios com planos de saúde e do SUS, sendo o Teleton um complemento importante do orçamento, representando metade das doações recebidas anualmente pela instituição.
Em 2019, o Teleton aconteceu nos dias 25 e 26 de outubro e durou quase 26 horas. A maratona foi transmitida pelo SBT. A campanha tinha uma meta de R$ 30 milhões, para manter a estrutura atual da AACD. O cômputo final a 0:18 do dia 27 indicou R$ 32.450.054, superando a meta e batendo o recorde do ano anterior, quando foram arrecadados R$ 31,9 milhões. Em 2019, a AACD, com seus atuais oito centros de reabilitação, nas cidades de São Paulo (um no Ibirapuera e outro na Mooca), Osasco, Mogi das Cruzes, Poços de Caldas, Uberlândia, Recife e Porto Alegre, mais a Lar Escola São Francisco e o Hospital Abreu Sodré (ambas em São Paulo), atendeu a 62.396 pessoas com deficiência física.

### Chile

Logo dos Teletons chileno e uruguaio

A primeira versão latino-americana do Teletón aconteceu nos dias 8 e 9 de dezembro de 1978, no Chile. Don Francisco, inspirado no projeto de Jerry Lewis nos EUA, importou a seu país apadrinhando a Sociedad Pro-Ayuda al Niño Lisiado (Sociedade Pró-Ajuda a Criança Lesionada), após um processo de mais de dois anos de estudo e conversas com todos os grandes meios de comunicação nacionais da época. Apesar da tensa situação política do Chile, produto do Regime Militar existente e o cercamento de um possível conflito armado com a Argentina, Don Francisco agrupou todos os canais de televisão do país para transmitir durante 27 horas o evento que buscava reunir $ 33 790 000 (US$ 1 milhão da época). Ao final da maratona, ninguém podia acreditar no que mostrava o placar: $ 84 361 838 (US$ 2 504 000). O feito foi digno da capa do The New York Times na segunda-feira seguinte, com a foto emblemática de Don Francisco abraçando Jorge Artus, um dos pacientes do antigo centro de reabilitação localizado na Rua Huerfanos em Santiago.
O Teletón se repetiria anualmente até 1982, quando se pensava que cinco campanhas seriam suficientes para construir e criar um fundo de financiamento para quatro centros de reabilitação nas maiores cidades do país (Santiago, Valparaíso, Concepción e Antofagasta). No entanto, o sucesso do evento, a inflação e a crescente demanda para o centro de reabilitação forçaram o Teletón a voltar em 1985 e seguir até os dias atuais, ocorrendo no final de novembro ou início de dezembro de cada ano, exceto em oito anos em que houve eleições parlamentares ou presidenciais e a fundação decidiu não realizar a campanha. A campanha é transmitida todos os anos por todas as redes de TV aberta do país (Canal 13, TVN, Mega, Chilevisión, lared, TV+, Telecanal e TVR) e por uma rede com mais de 180 rádios.
Em 2019, a campanha seria feita nos dias 29 e 30 de novembro, mas a crise que se instalou no país no mês anterior adiou a campanha para os dias 3 e 4 de abril de 2020. A campanha foi realizada mesmo com a pandemia de COVID-19 no país, sendo suspendido a assistência de público no Teatro Teletón, onde é realizada a transmissão, e a maratona foi dividida em 4 blocos, sendo pela primeira vez a jornada de 27 horas reduzida a 15 horas e meia, para que houvesse o mínimo necessário de técnicos no teatro. Pela situação do país, se desistiu da meta original de $ 32 851 438 341, no entanto, com um maior apoio das empresas, inédita união de toda a banca chilena e com doações exclusivamente eletrônicas, o arrecadado foi surpresa a nível mundial: $ 34 703 593 204 (R$ 212.698.322) ao final da maratona, superando o que seria o objetivo. A arrecadação final, entregue no dia 27 de abril, chegou a $ 39 835 201 003 (R$ 244.149.946).
O Teletón chileno foi realizado em 31 oportunidades desde 1978, arrecadando cerca de R$ 2,5 bilhões. O único Teletón que não atingiu seu objetivo foi em 1995, quando tentou duplicar a arrecadação do ano anterior. O arrecadado permitiu a construção e manutenção de 14 centros de reabilitação em todo o país: Arica, Iquique, Antofagasta, Calama, Copiapó, Coquimbo, Valparaíso, Santiago, Talca, Concepción, Temuco, Puerto Montt, Coihaique e Valdivia. Em 2019, foram atendidas 31.311 pessoas com deficiência física.
Por causa da pandemia de COVID-19, a Universidade Católica procurou a Teletón para realizar a campanha Vamos Chilenos, que teve sua maratona nos dias 18 e 19 de setembro, coincidindo com as Festas Pátrias. A transmissão foi composta de três blocos, na mesma mecânica do Teletón de abril, que somados totalizaram 15 horas de programa. O especial foi transmitido em cadeia nacional, por todas as redes nacionais de TV, e pela maior parte dos canais regionais e das rádios do país, com o objetivo de financiar a Fundação Conecta Mayor (Conecta Idoso), que entregará smartphones adaptados para 80 mil pessoas com mais de 80 anos que não tem acesso a tecnologia para comunicar-se com os entes do Estado e suas famílias e amigos, além de distribuir cestas básicas para os idosos de extrema pobreza. A arrecadação ao final da maratona chegou a $ 16 427 363 537 (R$ 113.808.774), sendo a maior parte da arrecadação entregue pelas empresas, quase metade pela Confederação da Produção e do Comércio, o principal grêmio empresarial do país, tendo a campanha pouca adesão do público, pelo feriado e também pela campanha eleitoral do plebiscito de 25 de outubro.

### Colombia

Logo do Teleton colombiano

Sua primeira campanha foi feita em 1980, através da iniciativa de Carlos Pinzón. A campanha ocorreu nos dias 5 e 6 de dezembro, nas três redes de televisão que existiam à época. O objetivo proposto para essa ocasião foi de $ 50 milhões, meta que foi duplicada com a arrecadação final de $ 102 357 243. A arrecadação dos dois primeiros teletons possibilitou a construção de um grande centro de reabilitação em Chia, que foi mantida pelos teletons seguintes. Em 1994 e 1995, as arrecadações foram quase triplicadas em função da criação de um fundo de financiamento que manteria o centro sem a necessidade dos eventos televisivos, sendo o Teletón de 1995 a última campanha desta etapa.
Em 2009, com o fim deste fundo de financiamento, o centro foi vendido a Universidade de La Sabana. Com o dinheiro da venda, um novo centro de reabilitação em Manizales foi construído, começando assim uma nova etapa da fundação, que se consolidaria pela volta da campanha em 2010, no final de semana anterior ao Natal. Com as mudanças do mercado televisivo local, o Teletón passou a ser exibido somente pelos canais privados criados em 1998: Caracol e RCN. A meta era dupla: $ 8 bilhões para manter o centro de Manizales e construir novos centros, e mais uma arrecadação extra para ajudar os flagelados pelo rigoroso inverno daquele ano. O último cômputo das quase 27 horas de programa indicou $ 10 053 341 561 (R$ 8.950.489) para a fundação Teletón e mais $ 5,35 bilhões (R$ 4.765.000) para os afetados pelo inverno. Com a arrecadação dos teletons de 2010 e 2011, foram construídos mais três centros em Soacha, Barranquilla e Cartagena. Além disso, pelo sucesso da campanha, começou a instalação, em 2015, de um quinto centro de reabilitação em Bogotá.
Entretanto, a partir daquele ano, protestos de diversos grupos contra o Teletón deixaram a fundação num estado de quase falência. A maioria dos protestos foram liderados por representações de outras deficiências que não são as deficiências físicas, as quais se atendem nos centros de reabilitação. Argumentos dos mais diversos, incluindo o de que as histórias de vida provocavam lástima nos telespectadores em vez de incentivá-los a lutar pelos direitos das pessoas com deficiência, e de supostos desvios de dinheiro aos diretores da fundação, fizeram com que a arrecadação que em 2015 foi de $ 13 062 930 883 (R$ 15.074.622) baixasse quase 60%, chegando na campanha de 2018, realizada nos dias 23 e 24 de fevereiro, a somente $ 5 365 892 607 (R$ 6,1 milhões), mesmo com a integração do Canal 1 a campanha. Com isto, o projeto do centro de reabilitação em Bogotá foi cancelado, e após a campanha de 2018 os centros de reabilitação do caribe (Barranquilla e Cartagena) foram fechados. Em julho de 2018 se estudou fechar os dois centros restantes e encerrar as atividades da fundação, mas a proposta foi recusada em assembleia. 
No dia 13 de fevereiro de 2019, o El Tiempo, maior jornal da Colômbia, anunciou a fusão do Teletón com o Instituto Roosevelt, que também é uma entidade sem fins de lucro, mas com 70 anos de atividade. Dias mais tarde, em 11 de março, o telejornal da CM&, veiculado pelo Canal 1, confirmou que no dia 21 do mesmo mês seria formalizado o acordo. A fusão agrega dois novos centros de reabilitação à fundação, e integra o Teletón ao SGSSS, o sistema público de saúde da Colômbia, quadruplica a estrutura que tinha anteriormente, e começa a atender a crianças com deficiência mental e doenças neurológicas, além das pessoas com deficiência física. No final de julho de 2020, foi anunciado o fechamento do centro de reabilitação de Manizales, fazendo com que todas as operações da fundação se concentrem na Grande Bogotá.

#### Campanhas de emergência pelapandemia de COVID-19

##### Medellín
A segunda maior cidade da Colômbia organizou através da sua prefeitura e da Fundação EPM a Donatón por Medellín, uma maratona de quase 10 horas transmitido pela Telemedellín, Teleantioquia, CNC, Tele VID e Cosmovisión no domingo de páscoa, 12 de abril. A meta era arrecadar 100 mil cestas básicas e $ 10 bilhões para o combate à pandemia. Ao final do programa, foram reunidos 100.435 cestas básicas e $ 13 316 200 932 (R$ 17.470.855).

##### Bogotá
A maior cidade do país, através de sua prefeitura, organizou a campanha Bogotá Solidaria en Casa, que consistiu em uma maratona de 12 horas realizado no domingo 19 de abril e transmitido pelos canais Capital e Trece para grande parte do país. A meta para o combate à pandemia foi a mais alta já fixada numa maratona televisa na Colômbia: $ 24 bilhões, cifra que foi duplicada ao final da campanha, com a arrecadação total de $ 51 696 026 603 (R$ 68.135.363), se tornando a maior campanha da história da televisão colombiana.

### Costa Rica

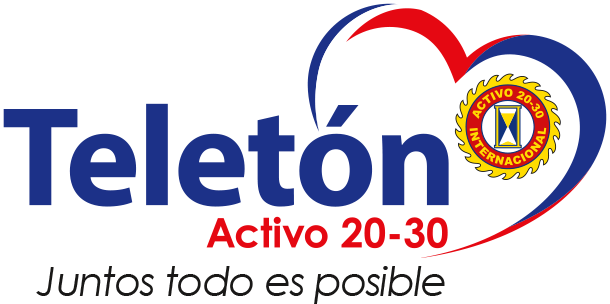
Logo do Teleton costa-riquenho

O Teletón na Costa Rica começou em 1984, nos dias 7 e 8 de dezembro, com a transmissão de todas as redes de TV aberta e uma meta de ¢ 15 milhões, que foi duplicada ao final das 27 horas com ¢ 35 milhões. Os primeiros seis teletons (1984-1989) serviram para construir uma rede com cinco centros de reabilitação, nas cidades de Santa Cruz, San Carlos, Pérez Zeledón, Limón y Puntarenas. Após a construção, para a manutenção e criação de um fundo de financiamento para os centros, foram feitos os teletons entre 1990 e 1994.
A partir de 1995, a arrecadação do Teletón serviu para ampliar o principal hospital infantil do país, o Hospital Nacional das Crianças, que pertence ao Estado e se localiza en San José. Entre este ano e 2010, foram construídos duas novas torres (uma para especialidades médicas e outra para cuidados críticos), além da compra de equipamentos de primeiro nível, que fizeram com que o Hospital das Crianças se tornasse um dos melhores hospitais pediátricos da América Latina. A partir de 2011, parte da arrecadação do Teletón também é destinada para compra de equipamentos modernos para os hospitais do interior do país. Em 2016, metade do dinheiro arrecadado foi destinado aos danificados pelo Furacão Otto. Em 2019, a campanha aconteceu nos dias 6 e 7 de dezembro, e celebrou os 35 anos do evento com uma meta de ¢ 500 milhões, igual a do ano anterior, que foi superada com uma cifra de ¢ 527 483 620 (R$ 3.850.630), depois de 28 horas de programa.
Em função da pandemia de COVID-19, o Clube Ativo 20-30, responsável pela organização da campanha, decidiu promover uma edição especial da maratona para apoiar as principais organizações culturais do país, distribuindo aos artistas mais necessitados dinheiro e alimentos através de um cadastro que os mesmos deveriam fazer no Ministério de Cultura e Juventude. O Teletón pela Cultura foi realizado no dia 30 de maio, com a meta de ¢ 12 milhões e 12 horas de programa. Ao final da maratona, se registrou um placar de ¢ 20 277 326 (R$ 192.655), o que surpreendeu a todos, no entanto, o total final entregue no dia 8 de junho mostraria uma cifra ainda mais exitosa: ¢ 31 554 470 (R$ 269.728), superando a meta original em 163%.

### El Salvador
Em 1982, nos dias 10 e 11 de dezembro, El Salvador realiza seu primeiro Teletón, através da iniciativa do Clube Ativo 20-30, e transmitido pelos canais da TCS com uma meta de ¢ 1 milhão, que foi superada com o arrecadado de ¢ 1,55 milhão. A primeira etapa desta campanha (1982 a 1987) construiu três centros de reabilitação nas cidades de San Salvador, Santa Ana e San Miguel, que são operados pelo Estado desde a sua inauguração. Em 1986, um Teletón de emergência foi realizado em função do terremoto que aconteceu naquele ano no país. Em 1987, o Teletón foi transformado em uma fundação. Em 1990, começa a segunda etapa da campanha (1990 a 1998), que construiu mais um centro de reabilitação na capital. Em 1998, a campanha parou de ser realizada em função da dolarização do país, e logo depois, dos Terremotos que ocorreram em 2001, que destruíram o centro construído na década de 90 e convocaram outro Teletón de emergência.

Em 2003 a campanha volta a ser realizada anualmente, passando de dezembro para fevereiro. A primeira campanha arrecadou 40% a mais que o último Teleton baixo o colón (R$ 4.355.313), e possibilitou a reconstrução do centro de reabilitação de San Salvador. Nos anos seguintes, foram construídos mais dois centros nas cidades de San Vicente (2007) e Sonsonate (2009). Atualmente, estes três centros que o Teletón salvadorenho mantém, atendem a 6.500 pessoas com deficiência física. Em 2019, o evento de arrecadação foi realizado nos dias 22 e 23 de novembro pelos quatro canais da TCS; os dois canais da RSM; além dos canais Ágape TV, TaberTV, TVES, Tele1, Teleoccidente e TVM; e por 120 emissoras de rádio. A meta era de $ 1 537 527, alcançada com a cifra de $ 1 541 765 (R$ 6.470.016) ao final da maratona de 28 horas e meia. 

Logo dos Teletons americano e mexicano

### Estados Unidos
Em 2012, após o fim do Teletón de Jerry Lewis, único de cobertura nacional que ainda estava no ar, e pela iniciativa do Teletón mexicano e da Univisión, começou a ser realizado o TeletónUSA, que foca a comunidade latina residente nos Estados Unidos (58 milhões de pessoas), sendo o único Teletón de âmbito nacional neste país no ar atualmente. O primeiro TeletónUSA aconteceu nos dias 14 e 15 de dezembro de 2012, com uma meta de $ 7 milhões, superada com $ 8 150 625 (R$ 17 milhões) ao final da jornada. Com a arrecadação dos dois primeiros teletons, foi construído um moderno centro de reabilitação em San Antonio, no Texas, que atende a 500 crianças e jovens com algum tipo de deficiência física.  
Em 2019, o TeletónUSA teve dois eventos: a maratona televisiva foi realizada nos dias 22 e 23 de março. A meta foi superar $ 8,05 milhões, e o total arrecadado depois de 28 horas de programa foi de $ 8 160 789 (R$ 31.871.961), superando a meta. No entanto, se decidiu realizar nos dias 13 e 14 de dezembro um especial para atrair pelo menos mil novos padrinhos (doadores mensais) ao Teletón, o que representaria uma arrecadação mínima de $ 300 mil. O especial se dividiu em duas partes: uma gala de duas horas na sexta-feira 13, transmitido pela Univisión, e uma maratona de 13 horas no sábado 14, transmitido pela UniMás e pela Galavisión. Ao final dos dois programas, se conseguiram 3.416 padrinhos, o que corresponde a uma arrecadação mínima de $ 1 024 800 (R$ 4.210.288), a parte das doações únicas feitas nos demais meios de doação. A maratona 2020 seria realizada no dia 28 de março, mas por causa da pandemia de coronavírus, o evento foi adiado por tempo indeterminado. 

### Guatemala
O primeiro Teletón da Guatemala aconteceu em dezembro de 1986, com a transmissão da Corporação de Rádio e Televisão da Guatemala, que opera mais de 20 rádios e quatro redes de TV, transmitindo a campanha todos os anos conjuntamente com outras rádios e canais regionais de todo o país. A meta da primeira campanha foi de Q 500 mil, cifra que foi quase triplicada com Q 1,4 milhão arrecadados. Com a arrecadação dos primeiros três teletons, foi construído o centro de reabilitação em Mixco. Nos anos seguintes, foram construídos outros oito centros, 10 clínicas de reabilitação e dois postos de atendimento em todo o país, que atualmente atendem a 13 mil pessoas com deficiência física. A Fundabiem, fundação que mantém essa rede, também é responsável pela Casa Lar Criança de Praga na Cidade da Guatemala, capital do país. 
Em 2019, o Teleton foi realizado nos dias 19 e 20 de julho. A meta de Q 27,3 milhões, igual a do ano anterior, foi alcançada por apenas Q 31 mil, com a cifra final de Q 27 332 257 (R$ 13.352.097), depois de 28 horas e meia de programa.

### Honduras
Em Honduras a campanha começou em 1987 por iniciativa de Rafael Ferrari. O primeiro Teletón teve uma meta de L 1 milhão, que foi superada amplamente. Com a arrecadação dos três primeiros teletons, foram construídos três centros de reabilitação em Tegucigalpa, San Pedro Sula e Santa Rosa de Copán, inaugurados simultaneamente no quarto Teletón em 1990. Somente em três anos não ocorreu a campanha: 1993, 1997 e 1998. A partir de 2000, começou o processo de expansão a outros departamentos do país, sendo construído o centro de Choluteca em 2001, o de Catacamas em 2008 e o de La Esperanza em 2016. A campanha de 2019 aconteceu nos dias 6 e 7 de dezembro, e foi transmitido pela Televicentro con seus quatro canais, junto com TNH, VTV, Canal 12, Tele21, Canal 30, LTV, goTV, Suyapa TV y CampusTV. A meta de L 63 milhões foi superada com o total arrecadado de L 70 036 005 (R$ 11.650.818), o que vai permitir não só a manutenção dos centros de reabilitação já existentes, mas também o equipamento de um novo centro em Choloma, cujo prédio foi doado por um parque industrial local.

### México
No México, o Teletón foi criado pelo filantropo Fernando Landeros, que procurou unir todos os meios de comunicação do país em 1997 para realizar a primeira edição da campanha, após ter estudado o Teletón chileno por algum tempo. Houve um impasse, já que a TV Azteca queria a exclusividade da campanha, e a Televisa também queria transmiti-la. Ao final das conversas, se decidiu que a emissora de Chespirito seria quem produziria a campanha no México. Como a Televisa não queria exclusividade, foi aberto espaço para as principais redes de rádio do país, que juntas realizaram o primeiro Teletón nos dias 12 e 13 de dezembro de 1997, com uma meta de $ 80 milhões. Ao final das 27 horas de programa, a cifra chegou a $ 138 496 840, o que possibilitou a construção do primeiro centro de reabilitação em Tlalnepantla. A partir dali, começaram a se reunir vários jornais, revistas e canais de TV fechada, que hoje somam, junto com as empresas da Televisa, mais de 700 meios de comunicação unidos, transmitindo o Teletón anualmente.
Em outubro de 2014, a ONU entrega um documento ao governo mexicano pedindo que o mesmo não entregue recursos ao Teletón, por ser uma fundação sem fins de lucro que promove estereótipos ás pessoas com deficiência. Tal documento acusatório causou revolta em muitos que apoiavam a causa. A campanha daquele ano chegou a históricas 29 horas de transmissão, superando a meta por apenas $ 400 mil, e sendo o recorde de arrecadação da campanha até hoje: $ 474 143 221 (R$ 86 milhões). No ano seguinte, pela primeira e única vez até hoje, o Teletón não alcançou sua meta econômica. Foi incentivado a visita da população aos centros Teletón em todo o país. Apesar de 602 710 pessoas terem visitado os centros, a iniciativa não surtiu efeito e a arrecadação foi 31% menor que o arrecadado no ano anterior, o que fez com que oito mil pacientes tivessem que ter seus tratamentos interrompidos. Em 2019, a maratona aconteceu no sábado 14 de dezembro. O programa teve 18 horas de duração, e a meta de $ 367 190 206 foi superada com o total arrecadado de $ 374 250 509 (R$ 80.834.847).
O Teletón mexicano é conhecido por ser o melhor do mundo no que se diz respeito a sua rede de atendimento: 22 centros de reabilitação, nas cidades de Tlalnepantla, Cancún, Aguascalientes, La Paz, Tuxtla Gutiérrez, Chihuahua, Cidade do México, Saltillo, Gómez Palacio, Irapuato, Acapulco, Pachuca, Morelia, Nezahualcóyotl, Oaxaca, Guadalajara, Cholula, Hermosillo, Altamira, Poza Rica, Mérida e Tijuana, um hospital de câncer em Querétaro (o único da América Latina a ser totalmente dedicado ao câncer infantil), um centro de autismo em Ecatepec e uma universidade anexa ao centro de reabilitação de Tlalnepantla, sendo a estrutura desta rede premiada internacionalmente, tanto pela arquitetura quanto pela satisfação dos funcionários em trabalhar nos centros. Os centros de reabilitação atualmente atendem a 24 353 crianças e jovens, o hospital de câncer tem 357 pacientes ativos, e o centro de autismo 218.

### Nicarágua
O Teletón nicaraguense começou em 2001, graças a iniciativa de membros da sociedade civil, junto ao Clube Ativo 20-30 de Manágua e a associação Os Pipitos (até 2017). O primeiro Teletón buscava una meta de C$ 1 milhão, que foi quase duplicada ao final das 16 horas de programa com C$ 1,8 milhão (R$ 300 mil). Com a arrecadação anual, oito centros de reabilitação foram construídos: dois na capital e seis no interior. Destes oito centros, a fundação atualmente opera somente três, nas cidades de Chinandega, Juigalpa e Ocotal. Como curiosidade, a cruzada na Nicarágua é a única no continente a ser realizada durante uma sexta-feira.
Em 2019, logo após o fracasso do evento de arrecadação, a fundação teve que operar seus três centros de reabilitação abertos apenas em meio período durante todo o ano. Mais de C$ 2 milhões foram arrecadados entre março y dezembro através de distintas atividades para a manutenção dos centros. Em 2020, o evento Teletón, por terceira vez consecutiva, não alcançaria a meta proposta, feito somente repetido pela Colômbia entre os anos de 2016 e 2018. A campanha foi realizada no dia 28 de fevereiro com a transmissão dos canais 9, 10, VosTV e CDNN; além das rádios Alfa, Amante, Católica e La Picosa; e com a mesma meta do ano anterior: C$ 15 milhões, para que os centros voltassem a funcionar em período completo. Com a crise que vive a Nicarágua desde 2018, ao final das 14 horas de maratona, o último cômputo ficou longe da meta, indicando C$ 8 705 054,62 (R$ 1.126.434), 67% acima do arrecadado em 2019, mas somente 58% da meta estipulada. O conselho diretor do Teletón declarou que seguirá arrecadando durante todo o ano para alcançar a meta do evento e garantiu a continuidade dos serviços que são brindados atualmente nos centros.

### Panamá
O Panamá foi o primeiro país centro-americano a celebrar teletons, organizadas pelo Clube Ativo 20-30 do país e transmitido por todas as redes de TV aberta. O primeiro Teletón aconteceu em 1981, tendo como objetivo a construção do hoje Instituto Nacional de Medicina Física e Reabilitação na Cidade do Panamá. A meta foi de $ 1 milhão, sendo superada em 36%. Os teletons de 1982 a 1984 serviram para manter este instituto. Entre 1985 e 1989, não se realizou a campanha devido a crise política e econômica que o país enfrentou neste tempo. Em 1990, se inicia a segunda era na historia do Teletón, focando nos denominados projetos meta, destinados a distintas causas que mudam ano a ano. Em 2019, a campanha aconteceu nos dias 13 e 14 de dezembro, com a meta de $ 3 120 030 ($ 400 mil a menos que o arrecadado no ano anterior) para instalação de uma sala de robótica para a reabilitação das extremidades superiores no Instituto Nacional de Medicina Física e Reabilitação. A meta foi superada com a cifra final de $ 3 197 851.99 (R$ 13.140.293) depois de quase 30 horas de programa.

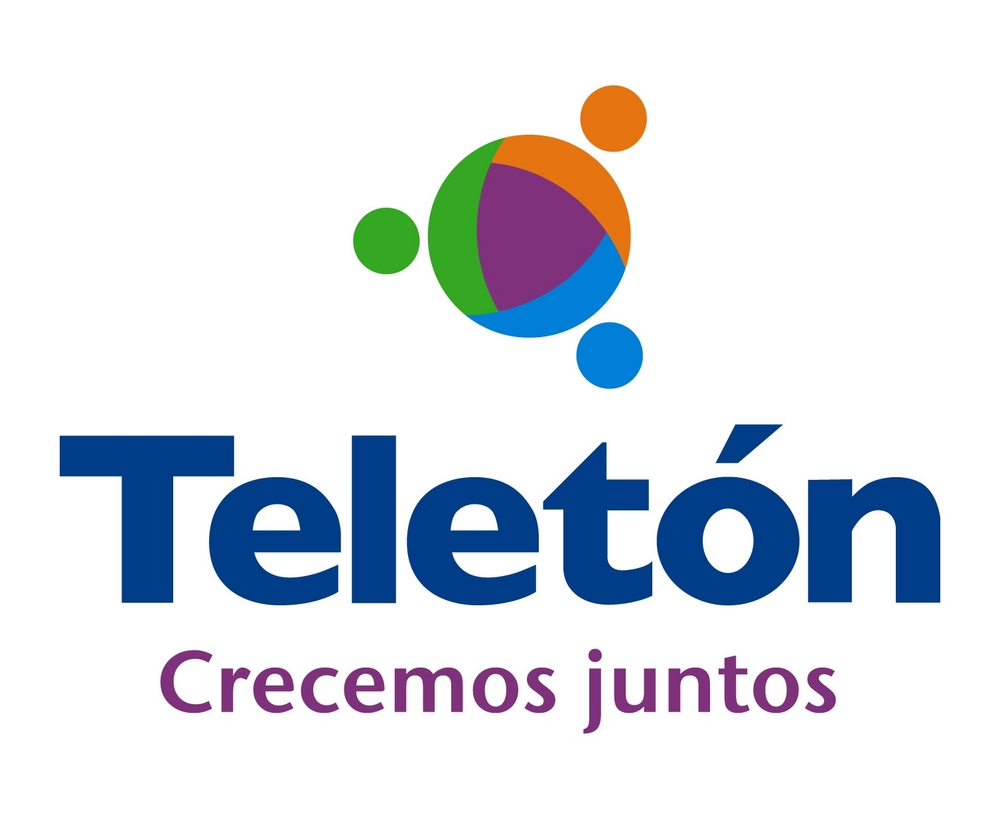
Logo do Teleton paraguaio

### Paraguai
O Teletón no Paraguai começou em 1982, por iniciativa de Humberto Rubín, que não pôde implantar a iniciativa por proibição do ditador Alfredo Stroessner, tendo que entregar a liderança para Charles González Palisa. A campanha é transmitida por todas as redes de TV do país, todos os anos. Com o arrecadado no primeiro Teletón, foi construído um centro de reabilitação em Assunção, que foi mantido pelos Teletons seguintes. Entretanto, a partir de 2000, a campanha começou a ser questionada pela sociedade devido a evidente corrupção que existia dentro da fundação, o que fez com que a última campanha dessa etapa fosse realizada em 2005, depois de quatro anos seguidos sem alcançar as metas propostas. 
Vários empresários e filantropos assumiram o centro de reabilitação em 2007. A estrutura estava caindo aos pedaços e com dívidas que superavam os R$ 150 mil. Com isso, os teletons do Chile e do México ajudaram o que seria o novo conselho diretor do Teletón paraguaio a planejar a nova etapa da campanha, que começaria com o Teletón 2008, nos dias 31 de outubro e 1º de novembro. A meta de ₲ 4 bilhões foi superada com ₲ 4 342 286 260 (R$ 2 milhões), e com isso, foram pagas as dívidas e ampliadas as instalações, sendo inaugurado no ano seguinte um centro cinco vezes maior que o anterior. A partir dali, começou o processo de expansão, sendo construídos mais três centros de reabilitação em Coronel Oviedo, Paraguarí e Mingá Guazú. 
Em 2019, a campanha ocorreu nos dias 1 e 2 e novembro, com uma meta de ₲ 15 527 547 969. Ao final das 28 horas de programa, o último cômputo foi de ₲ 15 540 135 117 (R$ 9.628.866), superando a meta estabelecida graças a uma doação anônima por ₲ 2,5 bilhões (R$ 1.549.032) ao final da maratona. Atualmente, o Teleton paraguaio atende a 2.170 crianças e adolescentes com deficiência física.
Em função da pandemia de COVID-19, o Teleton paraguaio em conjunto com a CIRD e as agências da ONU no país organizaram a campanha Todos por Paraguai, que consistiu numa maratona de 10 horas transmitida no dia 2 de maio pelos canais Paraguai TV, SNT, Telefuturo e Treze na televisão aberta; e os canais Tigo Sports e Venus na televisão paga. Ao final da transmissão foram arrecadados ₲ 3 904 805 290 (R$ 3.226.150) para o combate à pandemia nos setores de saúde e alimentação.

Logo do Teleton peruano

### Peru
A campanha no Peru aconteceu pela primeira vez nos dias 11 e 12 de dezembro de 1981, pela iniciativa de Ricardo Belmont, sendo transmitido pela Panamericana. A campanha tem como objetivo apoiar e ampliar as operações da Ordem Hospitaleira de São João de Deus no país, que na época do primeiro Teletón tinha apenas uma clínica em Lima. A meta de S/. 500 milhões foi superada com muito esforço (o último cômputo foi de S/. 526 milhões), e possibilitou a ampliação desta clínica. Nos anos seguintes, foram construídos mais cinco clínicas, nas cidades de Arequipa, Chiclayo, Cusco, Iquitos e Piura. Em 1993, foi feita a última campanha desta primeira etapa, sendo revezada sua transmissão ao longos dos anos pela Panamericana, América, RBC e ATV.
A segunda etapa começa em 2003, a pedido do Teletón chileno e após a Ordem São João de Deus ter perdido os direitos da marca Teletón por 10 anos em função da nova Constituição peruana, promulgada dias antes da campanha de 1993. A campanha foi transmitida pela Panamericana, OKTV, Red de Notícias e TV Perú. A meta de S/ 3,45 milhões foi superada por apenas S/ 3 733. Ricardo Belmont saiu da organização do Teletón após a campanha de 2005, onde foi condecorado pelo presidente Alejandro Toledo pelo trabalho prestado ao país através da campanha durante 24 anos e 15 edições.
Em 2008, após o cancelamento da campanha de 2007 pelo Terremoto de Pisco, São João de Deus entrou numa grave crise financeira, que colocava em risco a manutenção das seis clínicas. Neste ano, a campanha foi transmitida pela única vez durante um domingo, e por todos os canais de televisão aberta. A meta de S/ 3 milhões foi triplicada, com o total de S/ 10 milhões (R$ 7.674.070) arrecadados. Isso possibilitou uma reforma completa na clínica de Lima e o início de projetos de reforma e ampliação das clínicas do interior do país.
Em 2010, é assinado um acordo entre o condomínio de canais privados (exceto a Panamericana) e a Ordem São João de Deus, para a transmissão do Teletón através da Global TV, com o apoio de três das quatro redes privadas de televisão. Este acordo foi revisto em 2014, quando a Panamericana se integrou a este condomínio, e uma nova etapa do Teletón surgiu, após uma vergonhosa derrota na campanha anterior. A partir de então as cinco redes de TV privada transmitem o Teletón todos os anos. A partir de 2017, a TV Perú voltou a transmitir a campanha, fazendo com que as seis redes de TV aberta do país transmitam em cadeia a campanha por 23 horas.
Em 2019, a campanha ocorreu nos dias 8 e 9 de novembro, com uma meta de S/ 11 748 830, e a transmissão de todos os canais de TV aberta e das rádios que integram os grupos CRP e RPP. Ao final das 23 horas de programa, a meta se alcançou com o ultimo cômputo de S/ 12 553 004 (R$ 15.642.619). Hoje a Ordem Hospitaleira São João de Deus no Perú mantém, além das seis clínicas, um instituto de reabilitação em Piura, uma escola especial em Arequipa e um hotel em Cusco. O atual grande projeto da campanha é que com parte da arrecadação dos teletons de 2019, 2020 e 2021 se construa um instituto de reabilitação em Villa El Salvador, distrito de Lima.
Devido à pandemia de COVID-19, Teletón, juntamente com a Caritas, o Arcebispado de Lima e a Conferência Episcopal do Peru, realizaram a campanha Por um Peru sem Fome, cuja maratona foi transmitida apenas pelas redes sociais dos canais de TV abertos e dos organizadores da campanha. O programa de seis horas foi realizado na sexta-feira, 19 de junho, e tinha como objetivo financiar mais de 100 cantinas paroquiais que atendiam mais de 10 mil pessoas por dia, quase todas com recursos muito limitados, afetadas pela crise financeira que causou a pandemia. No final da transmissão, foi possível levantar S/ 650 013 (R$ 990.034), em uma campanha que não estabeleceu uma meta, mas que esperava atingir um milhão de sóis.

### Porto Rico
A ilha caribenha fez seu primeiro Teletón na década de 1970, com a Telemundo Porto Rico se juntando a Rede de Amor do Teleton de Jerry Lewis. Até 2010, última edição da campanha, todo o arrecadado era destinado a manutenção da Associação de Distrofia Muscular (MDA) no país. Atualmente MDA do Porto Rico faz seu Teleton nos meses de março ou abril, com o nome de Comparte Tu Fuerza (Compartilhe Tua Força). A edição 2019 arrecadou US$ 1 204 683.50 (R$ 4.658.752) no sábado 9 de março, num programa de quatro horas transmitido pela Telemundo, Wapa, Wapa América e WIPR. A edição 2020 da campanha foi adiada por causa da pandemia de coronavírus. 
Em 2011, SER do Porto Rico, que já fazia sua maratona televisiva anualmente desde 1975, começou a fazer seu Teleton com os direitos da marca após o fim da era Jerry Lewis. Atualmente existem três centros de reabilitação da SER no país, nas cidades de San Juan, Ponce e Ceiba, que juntas atendem a mais de 6 mil pessoas com deficiência física e intelectual. Curiosamente, este é o único Teleton do continente americano a ser realizado durante um domingo. A edição 2020 da campanha seria realizada no final de junho, mas a pandemia de COVID-19 adiou a maratona para o dia 23 de agosto, e logo depois para o domingo seguinte, 30 de agosto, quando finalmente se realizou o evento que celebrou os 45 anos dos teletons e 70 anos da SER do Puerto Rico. A transmissão foi reduzida de sete para quatro horas, e assim como a símil chilena, não fixou meta para este ano. A cifra final chegou a US$ 1 877 230 (R$ 10.263.379), pouco mais de 80% do arrecadado no ano anterior. A campanha foi transmitida pela Mega TV Porto Rico, Telemundo, Univision Puerto Rico e Wapa para a ilha; e pela Wapa América para os Estados Unidos.

### Uruguai
O Teletón charrua começou em 2003, com a transmissão de três das quatro redes de TV aberta do país, suas respectivas rádios, canais regionais e os dois canais da VTV, principal emissora de TV paga do país. Os Teletons brasileiro e chileno tiveram participação direta na implantação da campanha no Uruguai, a qual demorou três anos para se concretizar. A primeira campanha tinha uma meta de $U 5 milhões, que foi quase triplicada ao final das 24 horas de programa com o total de $U 14 720 592 (R$ 1,5 milhão). 
A arrecadação dos três primeiros teletons possibilitou a construção do centro de reabilitação de Montevidéu, e as campanhas de 2009 e 2010 foram para a construção do centro de reabilitação de Fray Bentos. Atualmente estes dois centros atendem a 4.500 crianças e adolescentes com deficiência física. A campanha de 2019 foi realizada nos dias 8 e 9 de novembro, com quase 25 horas de duração e a transmissão dos canais 4, TNU, 10 e Teledoce. A meta era de $U 112 826 654, o arrecadado no ano anterior. A meta foi superada 30 minutos antes do final do programa, e a meta foi aumentada em $U 6 milhões. O último cômputo superou esta segunda meta, com $U 120 896 492 (R$ 13.444.546) arrecadados em total.
Outra campanha solidária ocorre no país, o Juntos por los Niños (Juntos pelas Crianças), que começou em 2002 numa parceria entre o Unicef e o Canal 10, inspirado nas campanhas Un Sol para los Chicos da Argentina e Criança Esperança do Brasil. A campanha arrecada fundos para os projetos do Unicef no país e no mundo, e em 2020, pela primeira vez, foi transmitida por todos os canais de TV aberta do país. A maratona de seis horas e meia, realizada no dia 16 de maio, tinha uma meta de $U 21 190 725, superada com a cifra de $U 26 172 690 (R$ 3.452.177) mesmo com a pandemia de COVID-19 em curso.

## Ásia

### Japão

Logo do Teleton japonês

O primeiro Teleton asiático aconteceu nos dias 26 e 27 de agosto de 1978, no Japão. A campanha denominada 24 Horas de Televisão, é transmitida pela Nippon, e apesar do seu nome, se mantém no ar por 26 horas e meia. A iniciativa foi inspirada no Teleton de Jerry Lewis e coincide com o aniversário da Nippon. A campanha trabalha em três frentes, distribuindo o dinheiro anualmente a estes setores: meio ambiente, assistência a pessoas idosas e com deficiência e recuperação de desastres.
Entre as muitas curiosidades do Teleton japonês, duas se destacam. A primeira é que se entregam somente dois cômputos durante toda a campanha: um quando faltam três horas para o encerramento, e outro no momento final da jornada, porque até o final da transmissão só se consegue computar entre 20 e 40% do total efetivamente arrecadado. Outra grande curiosidade é a realização de uma maratona (a partir de 2018 triatlo) de pelo menos 100 km por uma celebridade.
O total arrecadado na primeira edição do 24 horas, em 1978, foi de ¥ 1,19 bilhão. O recorde da campanha foi em 2011, quando se arrecadaram quase ¥ 2 bilhões (R$ 41,4 milhões) para os afetados pelo recordado Sismo e Tsunami de Tohoku. Em 2019, a campanha aconteceu nos dias 24 e 25 de agosto, com o total arrecadado publicado em 16 de outubro: ¥ 1 550 158 595 (R$ 60.115.150), 65% a mais que a arrecadação do ano anterior e segundo melhor 24 Horas da história.

### Hong Kong
Em Hong Kong, sete teletons acontecem anualmente. Todos tem duração de sete horas e são transmitidos pela TVB, sendo o mais antigo e famoso o Show de Caridade de Tung Wah, realizado para o grupo de hospitais Tung Wah. A primeira campanha aconteceu no dia 14 de dezembro de 1979, e arrecadou HK$ 7,38 milhões. Em 2019, a campanha celebrou seus 40 anos no dia 7 de dezembro, com uma meta de HK$ 122 milhões, superada com HK$ 123 888 888 (R$ 65.301.188), mesmo com a crise que passa o país.

## Europa

### Catalunha
Desde 1992, é realizado na Catalunha, segunda região mais populosa da Espanha, La Marató (A maratona), organizada pela Televisió de Catalunya. O programa é realizado num domingo e tem 16 horas de duração, contando com a realização de mais de 3 mil atividades solidárias em toda a região. Ano a ano a causa a ser apoiada muda. Em 2019, foi a vez do combate às doenças raras. A campanha aconteceu no dia 15 de dezembro e arrecadou até o final da transmissão € 9 404 256 (R$ 42.997.405), mantendo La Marató  como o maior Teleton da Europa em arrecadação per capita. A cifra final, entregue em 15 de maio de 2020, chegou a € 14 053 915 (R$ 88.486.260). Por causa da pandemia de coronavírus na "região-país", a edição 2020 da campanha será dedicada ao combate a COVID-19.

### França
A versão francesa do Teleton é realizada desde 1987 pela France Télévisions, contra a miopatia e outras doenças raras. O programa de televisão tem uma duração de 31 horas. Em 2019, a campanha foi realizada nos dias 6 e 7 de dezembro, e alcançou sua meta de € 69 290 089, terminando a transmissão com um cômputo de € 74 569 212 (R$ 341.517.375).

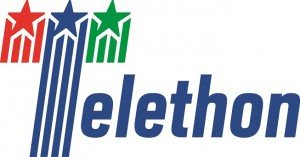
Logo do Teleton italiano

### Itália
Na Itália, o Teleton é realizado desde 1990 contra as doenças raras de ordem genética. A campanha dura uma semana, somando mais de 65 horas de transmissão entre os três canais abertos da RAI. Em 2019, a campanha ocorreu entre 14 e 21 de dezembro, com a meta de € 31 485 897, amplamente superada com a arrecadação de € 45 182 000 (R$ 205.276.333), quebrando o recorde histórico de € 32,1 milhões da campanha de 2010 graças a implementação do sistema de doação mensal, que rendeu € 15 milhões a fundação, somado aos pouco mais de € 30 milhões arrecadados durante a campanha. 

### Reino Unido
No Reino Unido existem três teletons, todos transmitidos pela BBC. Todo mês de março acontecem os Teletons da Comic Relief, criados pelos comediantes Richard Curtis e Lenny Henry, com duração de 6 horas e transmitidos em noites de sexta-feira. Em anos ímpares, e desde 1988 (somente a primeira campanha foi em ano par), acontece o Red Nose Day (Dia do Nariz Vermelho). A arrecadação é feita através da venda do nariz de palhaço, além de atividades de humor em todo o país e meios tradicionais de doação (telefone, internet e SMS). Em 2019, a campanha foi realizada no dia 15 de março, e não alcançou a meta de £ 71,3 milhões, arrecadando £ 63 548 668 (R$ 322.836.108), em função da crise política causada pelo Brexit. Em anos pares, nesta mesma época do ano, é realizado desde 2002 o Sport Relief (Socorro Esportivo), que tem sua arrecadação baseada em eventos esportivos benéficos. A campanha de 2020 foi realizada no dia 13 de março e arrecadou £ 40 540 355 (R$ 241.731.158), superando a meta de £ 38 195 278, mesmo com a pandemia de coronavírus acontecendo. O biênio 2019/2020 rendeu a Comic Relief £ 104,1 milhões, menos que os £ 109,5 milhões do biênio 2017/2018. 
Já em novembro, acontece todos os anos desde 1980 o Children in Need (Criança em Necessidade), primeiro Teleton realizado na Europa e criado por Terry Wogan. A campanha foca no financiamento de instituições de diferentes segmentos, mas que tenham foco na faixa etária infanto-juvenil. A edição 2019 aconteceu na noite de 15 de novembro, somando cinco horas e meia de programa, e arrecadou £ 47 886 382 (R$ 259.431.818), não superando a meta de £ 50,6 milhões. Somados os dois teletons da Comic Relief e do Children in Need, o biênio 2017/18 arrecadou £ 210 milhões.
Por causa da pandemia de coronavírus, as duas fundações que promovem os teletons no Reino Unido se uniram no especial The Big Night In (A Grande Noite), um programa de três horas transmitido pela BBC One na noite de 23 de abril. O especial arrecadou £ 27 398 675 (R$ 184.519.116) para o combate a pandemia.

## Oceania

### Austrália
Assim como existem diversos teletons regionais e locais nos Estados Unidos e no Canadá, apesar de nunca ter feito nenhuma campanha anual de arrecadação de fundos a nível nacional, a Austrália tem seu pioneirismo com o Teleton na Oceania. O primeiro a ser realizado anualmente foi no estado de Victoria, quando desde 1957 é transmitido toda Sexta-Feira Santa pela Prime, afiliada da Seven, o Apelo da Sexta-Feira Santa, em apoio ao Hospital Real das Crianças de Melbourne. Em 2020, a campanha foi realizada no dia 10 de abril e teve uma meta de A$ 18 175 467, superada com a arrecadação de A$ 18,2 milhões (R$ 58.893.779), mesmo com a pandemia de COVID-19 em curso.
Na Austrália Ocidental, ocorre o maior Teleton do mundo em arrecadação per capita, transmitido pela Seven de Perth, emissora própria da rede líder de audiência no país. A campanha iniciou em 1968 para apoiar o Hospital da Criança Princesa Margarida e o Instituto Teleton Kids. Em 2019, a campanha foi realizada nos dias 26 e 27 de outubro, com uma meta de A$ 38 milhões. Ao final das 26 horas de programa, a meta foi superada com o total de A$ 42 596 034 (R$ 116.287.172).
O caçula dos teletons em atividade na Austrália é o Teleton Dourado do estado de Nova Gales do Sul, transmitido pela Nine de Sydney desde 2010. A campanha arrecada fundos para o Hospital da Criança de Sydney e é realizado no Aniversário da Rainha, que na Austrália é celebrado na 2ª segunda-feira de junho. Em 2020, a campanha aconteceu no dia 8 de junho e foi encurtada a quatro horas de duração em função da pandemia de COVID-19. O total arrecadado de A$ 1 644 889 (R$ 5.672.070) ficou bem distante da média de A$ 6,2 milhões arrecadados nas duas últimas edições. Em conjunto, os Teletons australianos de 2019 arrecadaram A$ 66 928 416.

## Críticas
Existe certa polêmica com respeito as empresas, animadores e canais de televisão, por serem acusados de utilizar parte do dinheiro arrecadado para evitar o pagamento de impostos, através da Lei de Dedução do Imposto de Renda, que no Brasil é regida pela Lei nº 7.752, o que faz com que este tipo de eventos não sejam bem vistos por toda a população. Também existe polêmica por algumas porcentagens que se empregam para gastos operacionais das instituições beneficiadas e para a realização da cruzada solidaria em si, havendo acusações que parte destes gastos vão para os artistas que colaboram com a campanha. Nenhuma das acusações foi comprovada, já que a maioria dos Teletons tem uma transparência exemplar, publicando anualmente suas auditorias a população.

Outra polêmica recente é o apoio de vários artistas que apoiam o Teleton a temas impopulares, como o aborto e o casamento entre pessoas do mesmo sexo, o que dificulta a arrecadação, apesar de que as instituições beneficiadas se colocam de maneira neutra ou contrária a estes temas, visto que o objetivo das mesmas é a assistência que prestam nos setores em que trabalham.[carece de fontes?]